# Automobil Revue
Automobil Revue eller blot AR er et schweizisk biltidsskrift. Det blev grundlagt i 1906 og er Europas ældste fagtidsskrift om biler. Redaktionen af det til Immobilien & Business Verlags AG hørende AR har base i Bern.

## Generelt
Det hver onsdag udkommende tidsskrift informerer omfangsrigt om alle temaer om biler. Højdepunkter er nyheder, testberetninger om nye modeller, teknik og motorsport. Ud over nyheder fra bilindustrien er der regelmæssigt også rådgivende beretninger om brugte biler, oldtimers og biltilbehør. Desuden vedlægges tidsskriftet flere gange årligt temarelaterede specialindlæg om f.eks. erhvervskøretøjer, cabrioleter eller om Geneve Motor Show. Siden november 2010 har tyskeren Olaf Kuhlmann været chefredaktør for Automobil Revue.

## Automobil Revue TV
AR TV præsenterer på flere regionale fjernsynssendere ugentligt nyheder og beretninger, hvis basis findes i det trykte blad. Jennifer Ann Gerber har siden 2007 været vært på programmet, hvis længde er 10 minutter.

## Automobil Revue Katalog
Kataloget er en trykt database, i hvilken der findes tekniske specifikationer fra næsten alle bilfabrikanter i hele verden. Desuden indeholder det statistikker og informationer om biler, bilindustrien og måledata på de af Automobil Revue testede biler. I 2010 udkom det på over 600 sider tykke katalog i sin 64. udgave. Der findes også en onlineversion af databasen, som afhængigt af abonnement råder over en bestemt datamængde og opdateres flere gange årligt.

## Revue Automobile
Revue Automobile er den fransksprogede udgave, som fremstilles af en selvstændig redaktion i samarbejde med det tysksprogede forbillede. Det trykkes i et salgsoplag på 14.356 eksemplarer.